# Mouzáki
Mouzáki (en grec moderne : Μουζάκι) est un dème situé dans la périphérie de la Thessalie en Grèce. Le dème actuel est issu de la fusion en 2011 entre les dèmes de Mouzáki, d'Ithómi et de Pámisos.

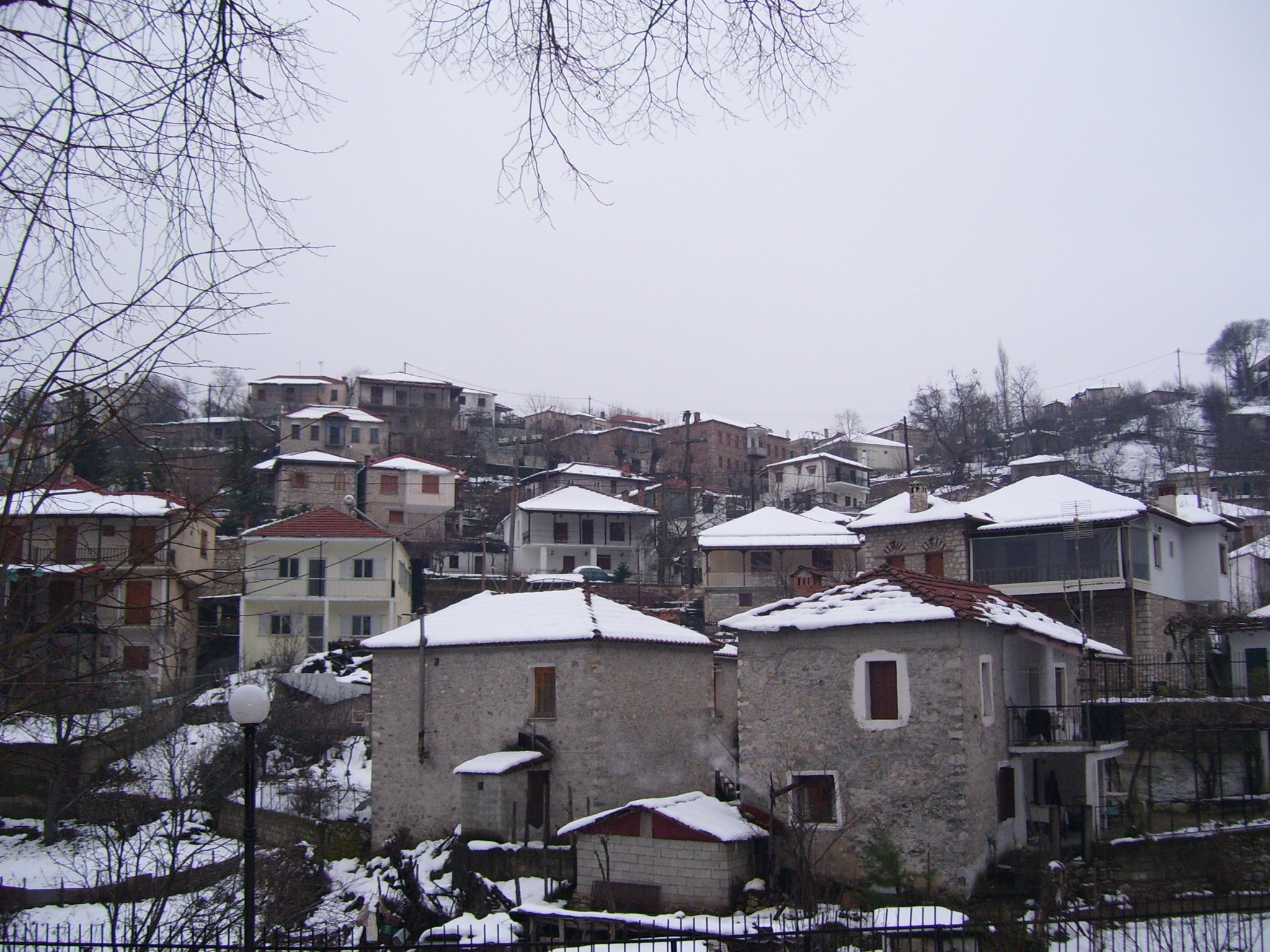
Ellinopyrgos, village de la préfecture de Karditsa